# Плацента

Схематичное изображение места расположения плаценты в матке беременной женщины

Плаце́нта (лат. placenta «лепёшка» (в исходном значении заимствовано в болг. , сербохорв. палачи́нка, чеш. palačinka, и в др. языки); также — детское место, послед) — эмбриональный орган у всех плацентарных млекопитающих, некоторых сумчатых, рыбы-молота и других живородящих хрящевых рыб, а также живородящих онихофор и ряда других групп животных, позволяющий осуществлять перенос материала между циркуляционными системами плода и матери;
Также в ботанике плацента — участок плодолистика, к которому прикрепляется семяпочка.
У млекопитающих плацента образуется из зародышевых оболочек плода (ворсинчатой — хориона, и мочевого мешка — аллантоиса (allantois)), которые плотно прилегают к стенке матки, образуя выросты (ворсинки), вдающиеся в слизистую оболочку, и устанавливают тесную связь между зародышем и материнским организмом, служащую для питания и дыхания зародыша. Основное назначение плаценты заключается в обеспечении обмена веществ между матерью и плодом. Плацента проницаема для низкомолекулярных веществ (моносахариды, водорастворимые витамины) и некоторых белков. Витамин А всасывается через плаценту в виде его предшественника — каротина. Под действием ферментов расщепляются в плаценте следующие высокомолекулярные вещества: белки — до аминокислот, жиры — до жирных кислот и глицерина, гликоген — до моносахаридов. Пуповина связывает эмбрион с плацентой.
Плацента вместе с оболочками плода (так называемый послед) у женщины выходит из половых путей через 5—60 минут (в зависимости от тактики ведения родов) в последовом периоде родов, после рождения ребёнка.

## Развитие и строение плаценты

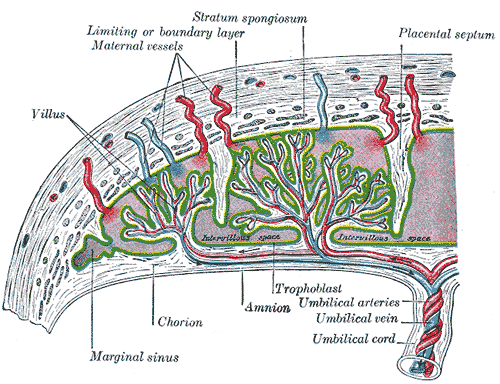
Строение плаценты

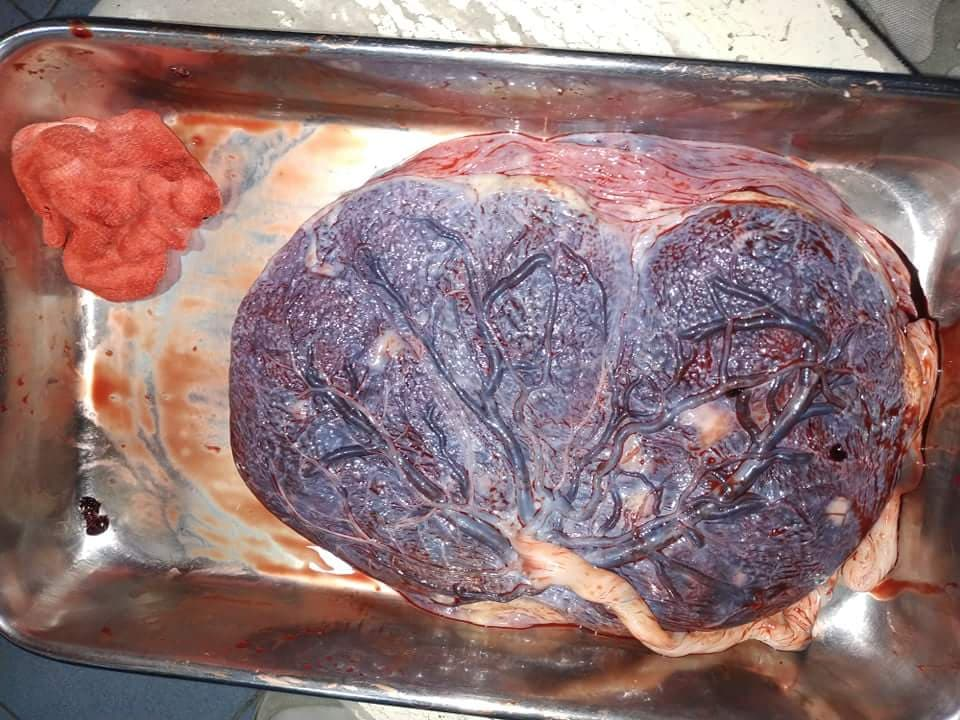
Плацента человека, внутренняя поверхность (со стороны плода)

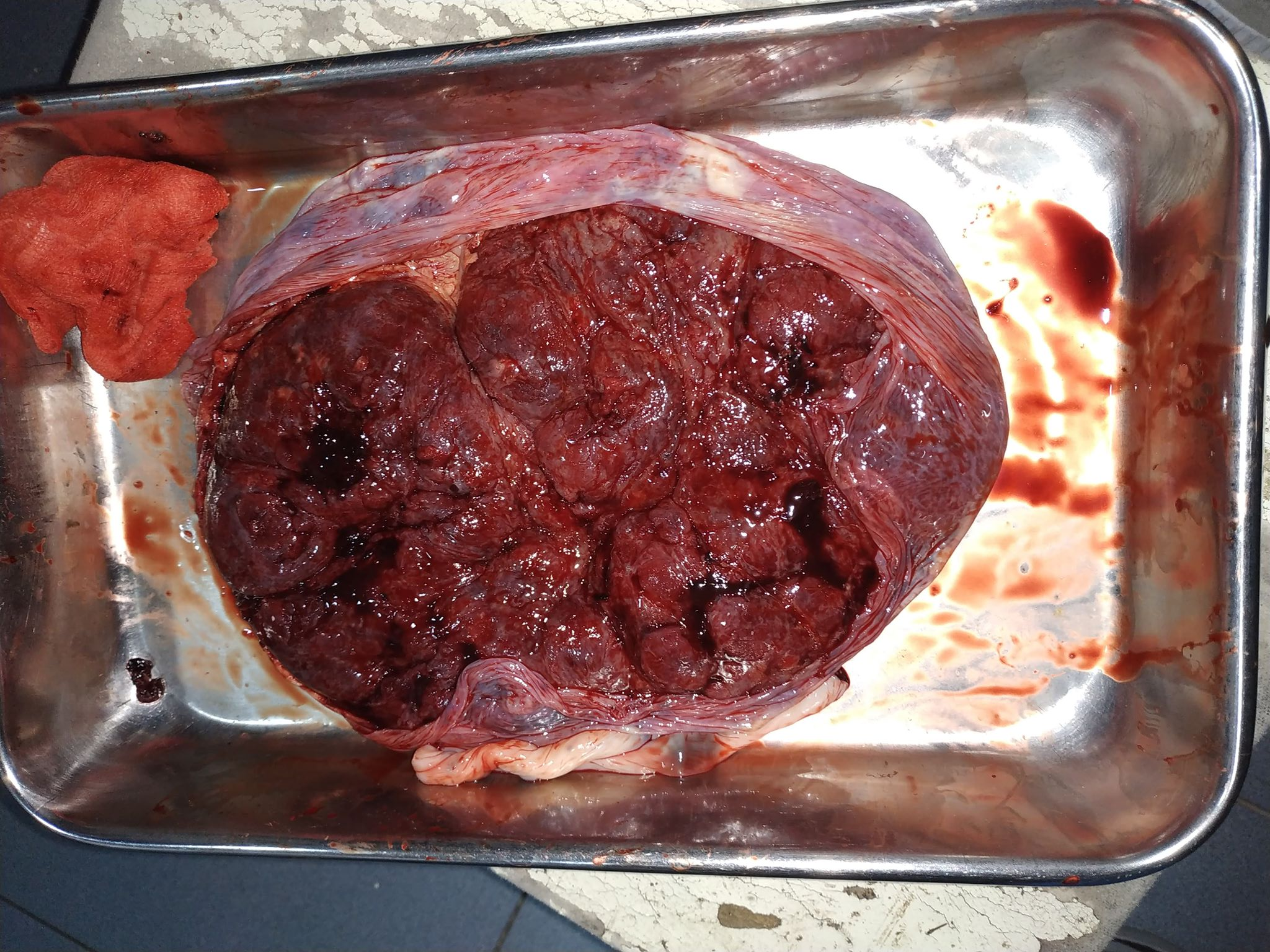
Плацента человека, наружная поверхность (со стороны матери)

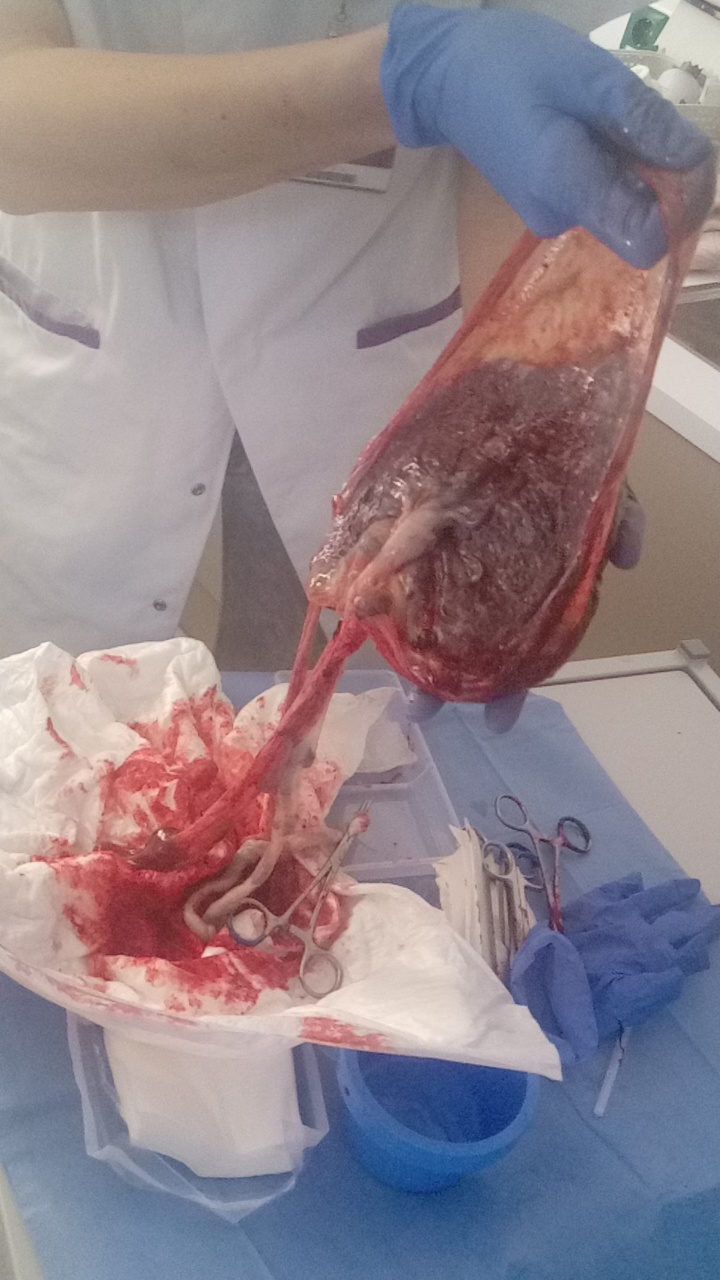
Выворачивание последа после его рождения для осмотра целостности наружной поверхности плаценты

Плацента образуется чаще всего в слизистой оболочке задней стенки матки из эндометрия и цитотрофобласта.
Слои плаценты (от матки к плоду — гистологически):
1. Децидуа — трансформированный эндометрий (с децидуальными клетками, богатыми гликогеном),
2. Фибриноид Рора (слой Лантганса),
3. Трофобласт, покрывающий лакуны и врастающий в стенки спиральных артерий, предотвращающий их сокращение,
4. Лакуны, заполненные кровью,
5. Синцитиотрофобласт (многоядерный симпласт, покрывающий цитотрофобласт),
6. Цитотрофобласт (отдельные клетки, образующие синцитий и секретирующие биологически активные вещества),
7. Строма (соединительная ткань, содержащая сосуды, клетки Кащенко-Гофбауэра — макрофаги),
8. Амнион (на плаценте больше синтезирует околоплодные воды, внеплацентарный — адсорбирует).

Между плодовой и материнской частью плаценты — базальной децидуальной оболочкой — находятся наполненные материнской кровью углубления. Эта часть плаценты разделена децидуальными септами на 15-20 чашеобразных пространств (котиледонов). Каждый котиледон содержит главную ветвь, состоящую из пупочных кровеносных сосудов плода, которая разветвляется далее в множестве ворсинок хориона, образующих поверхность котиледона (на рисунке обозначена как Villus). Благодаря плацентарному барьеру кровоток матери и плода не сообщаются между собой. Обмен материалами происходит при помощи диффузии, осмоса или активного транспорта. С 7-й недели беременности, когда начинает биться сердце ребёнка, плод снабжается кислородом и питательными веществами через плаценту.
До 12 недель беременности это образование не имеет чёткой структуры, до 6 недель — располагается вокруг всего плодного яйца и называется хорионом.
Плацента морфологически представлена слоем клеток эндотелия сосудов плода, их базальной мембраной, слоем рыхлой перикапиллярной соединительной ткани, базальной мембраной трофобласта, слоями цитотрофобласта и синцитиотрофобласта. Сосуды плода, разветвляясь в плаценте до мельчайших капилляров, образуют (вместе с поддерживающими тканями) ворсины хориона, которые погружены в лакуны, наполненные материнской кровью.

## Функции

### Гематоплацентарный барьер
Гематоплацентарный барьер — барьер между кровью матери и кровью плода в плаценте, морфологически представлен слоем клеток эндотелия сосудов плода, их базальной мембраной, слоем рыхлой перикапиллярной соединительной ткани, базальной мембраной трофобласта, слоями цитотрофобласта и синцитиотрофобласта.

### Газообменная
Кислород из крови матери проникает в кровь плода по простым законам диффузии, в обратном направлении транспортируется углекислый газ.

### Трофическая и выделительная
Через плаценту плод получает воду, электролиты, питательные и минеральные вещества, витамины; также плацента участвует в удалении метаболитов (мочевины, креатина, креатинина) посредством активного и пассивного транспорта;

### Гормональная
Плацента играет роль эндокринной железы: в ней образуются хорионический гонадотропин, поддерживающий функциональную активность плаценты и стимулирующий выработку больших количеств прогестерона жёлтым телом; плацентарный лактоген, играющий важную роль в созревании и развитии молочных желез во время беременности и в их подготовке к лактации; пролактин, отвечающий за лактацию; прогестерон, стимулирующий рост эндометрия и предотвращающий выход новых яйцеклеток; эстрогены, которые вызывают гипертрофию эндометрия. Кроме того, плацента способна секретировать тестостерон, серотонин, релаксин и другие гормоны.

### Защитная
Плацента обладает иммунными свойствами — пропускает к плоду антитела матери, тем самым обеспечивая иммунную защиту. Часть антител проходит через плаценту, обеспечивая защиту плода. Плацента играет роль в регуляции и развитии иммунной системы матери и плода. В то же время она предупреждает возникновение иммунного конфликта между организмами матери и ребёнка — иммунные клетки матери, распознав чужеродный объект, могли бы вызвать отторжение плода. Синцитий поглощает некоторые вещества, циркулирующие в материнской крови, и препятствует их поступлению в кровь плода. Однако плацента не защищает плод от некоторых наркотических веществ, лекарств, алкоголя, никотина и вирусов.
Клетки плаценты (плацентарные макрофаги) также вырабатывают интерлейкины-17.

## Рождение последа

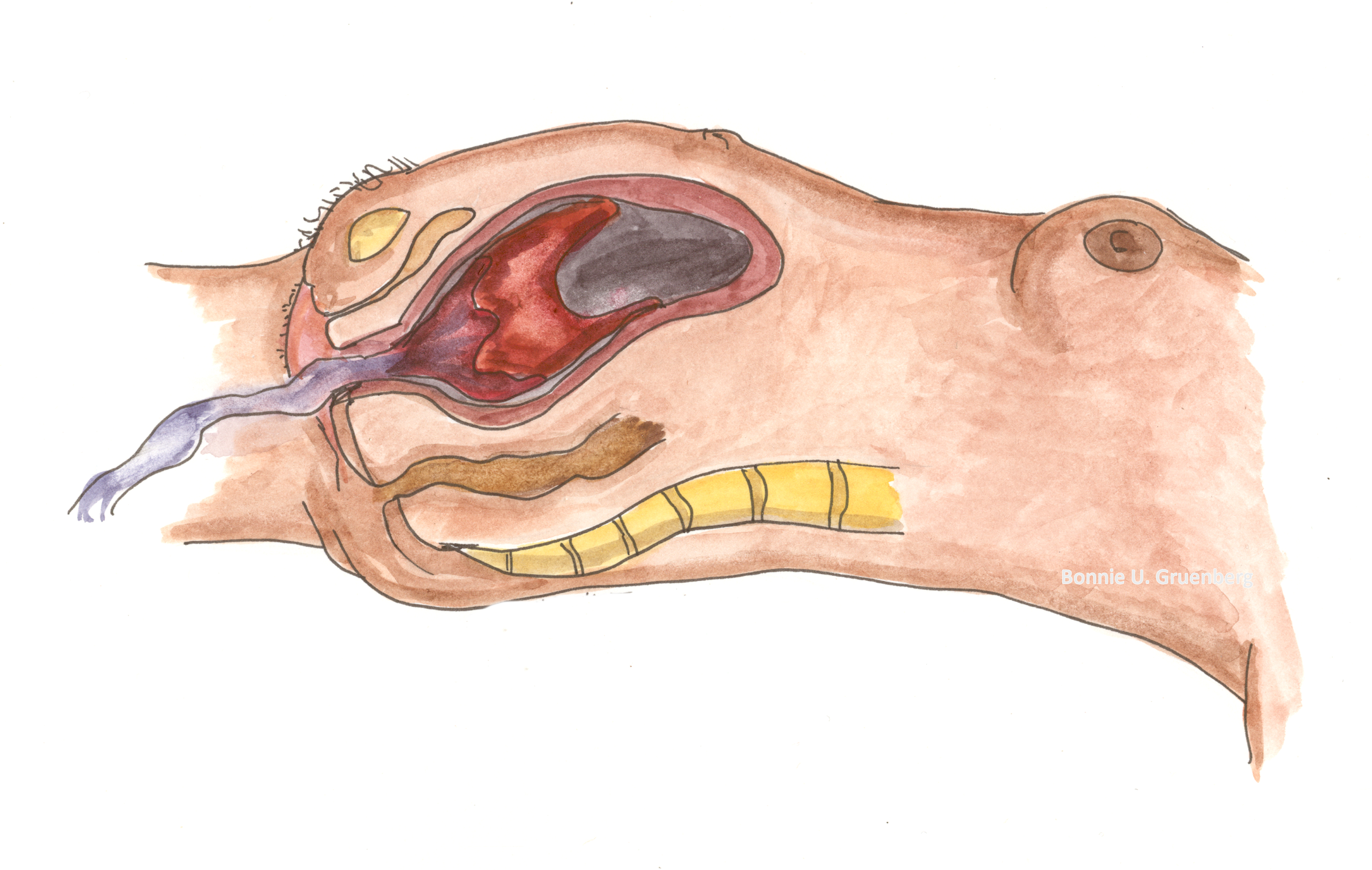
Схематичный рисунок рождения последа

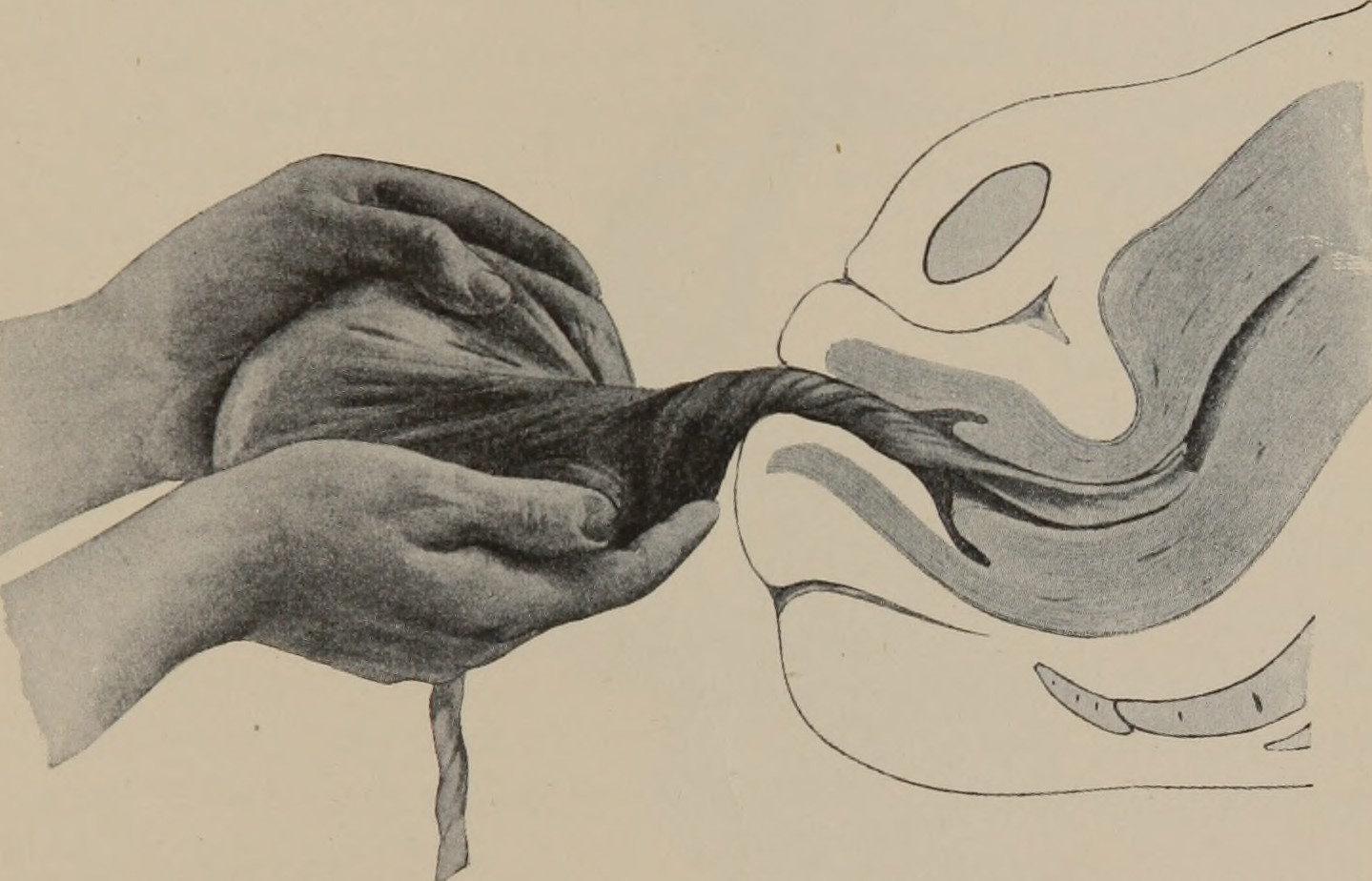
Акушерское пособие при выходе плодных оболочек последа после выхода плаценты

## Плацента животных
См. также: Плацентофагия

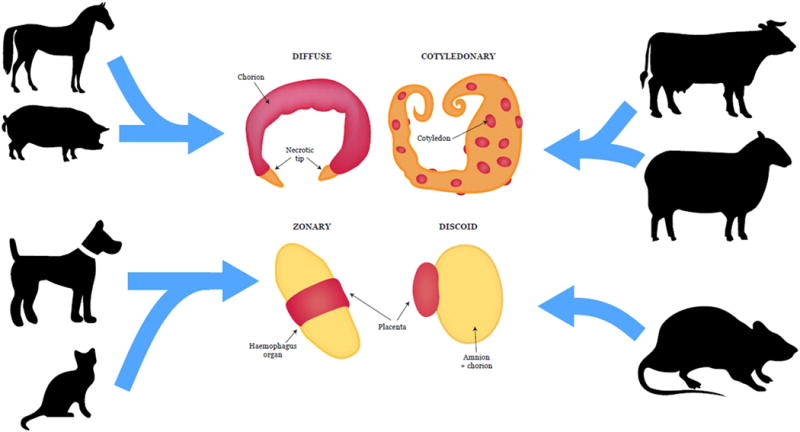
Схематичное изображение формы плаценты (красным) у некоторых животных

Существует несколько типов плаценты у животных. У сумчатых — неполная плацента, что обуславливает столь непродолжительный период беременности (8—40 дней). У парнокопытных — placenta diffusa эпителиохориального типа, placenta zonaria у хищников (эндотелиохорального типа), placenta discoid (гемохориальный тип) у грызунов, с которой схожа у человека и высших обезьян (метадискоидальный тип), placenta cotyledonaria или multiplex у жвачных и placenta vera у кротов. У некоторых животных плацента вырабатывает маточное молоко или эмбриотроф (у человека в самом начале развития плаценты, не следует путать с маточным молочком у пчёл).
Большинство самок млекопитающих, включая растительноядных (коровы и прочие жвачные), поедают свой послед сразу после облизывания новорождённого. Они делают это не только для того, чтобы уничтожить запах крови, привлекающий хищников, но и с целью обеспечения себя витаминами и питательным веществами, в которых они нуждаются после родов.

## Патологии плаценты

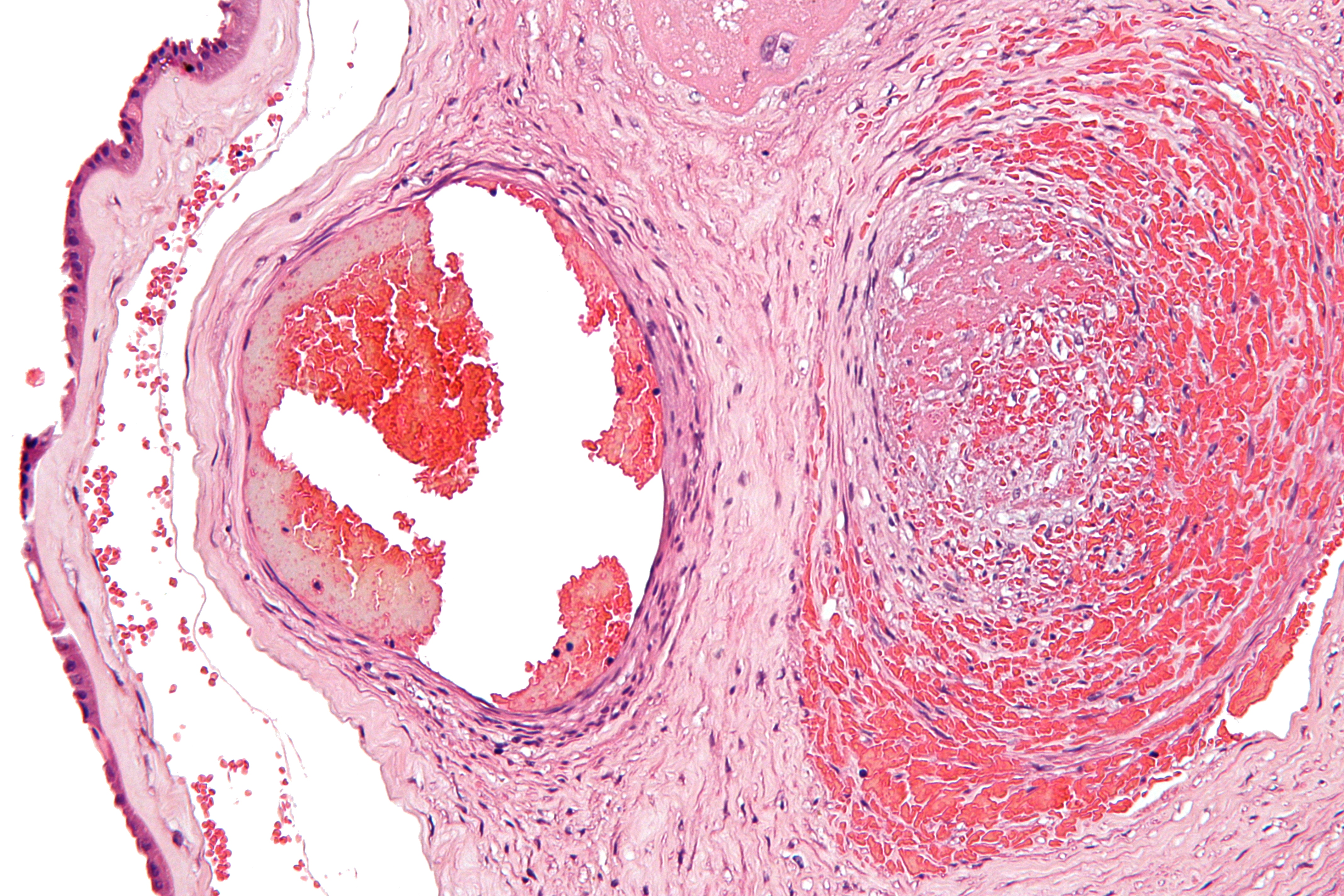
Гистологический препарат тромба в сосуде плаценты при тромботической васкулопатии плода[англ.]
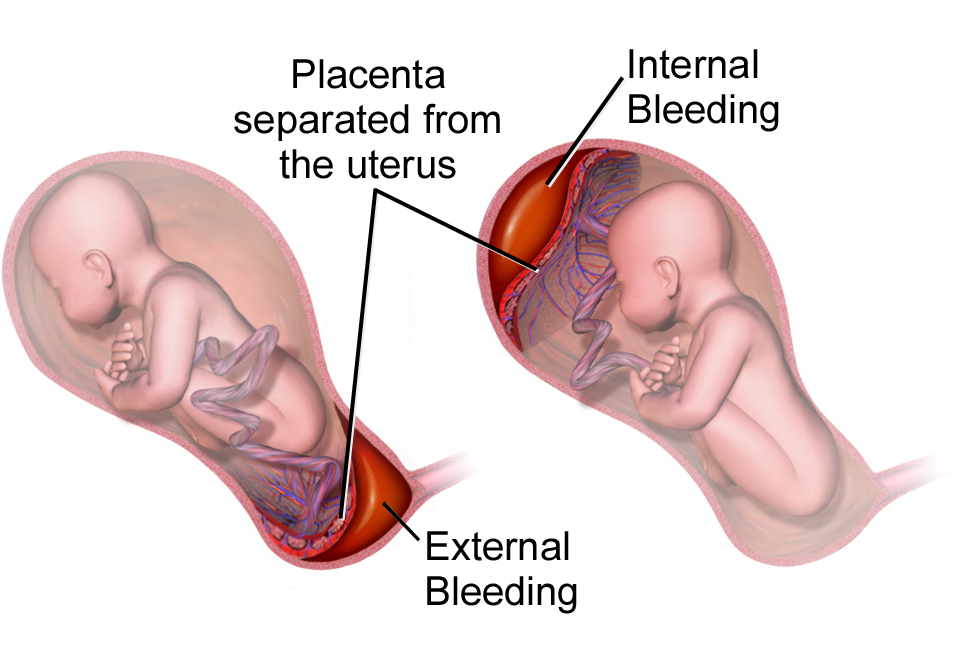
Схематичные рисунки отслоек предлежащей и нормально расположенной на дне матки плацент, тазовое предлежание плода
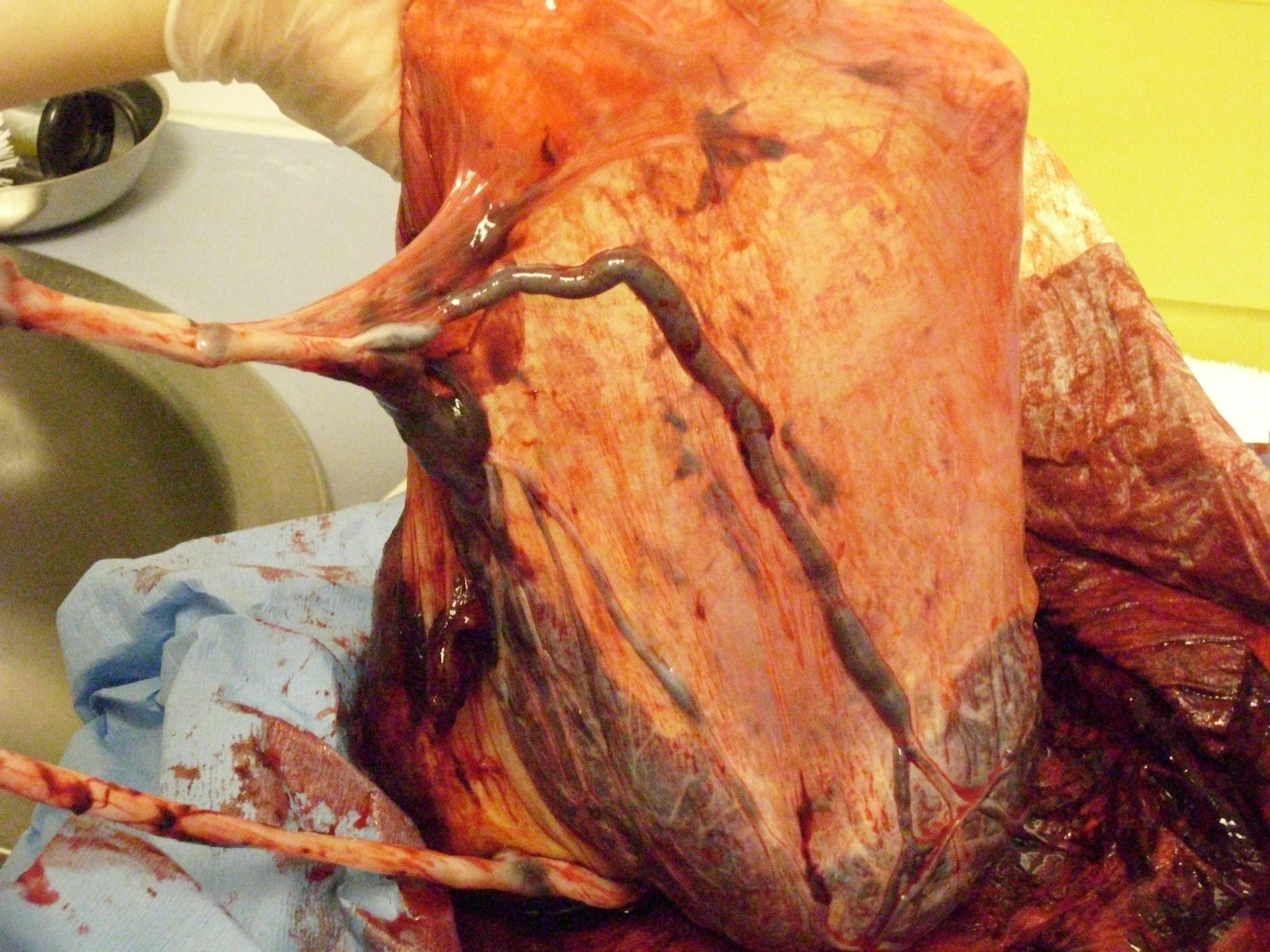
Оболочечное прикрепление пуповины[англ.]
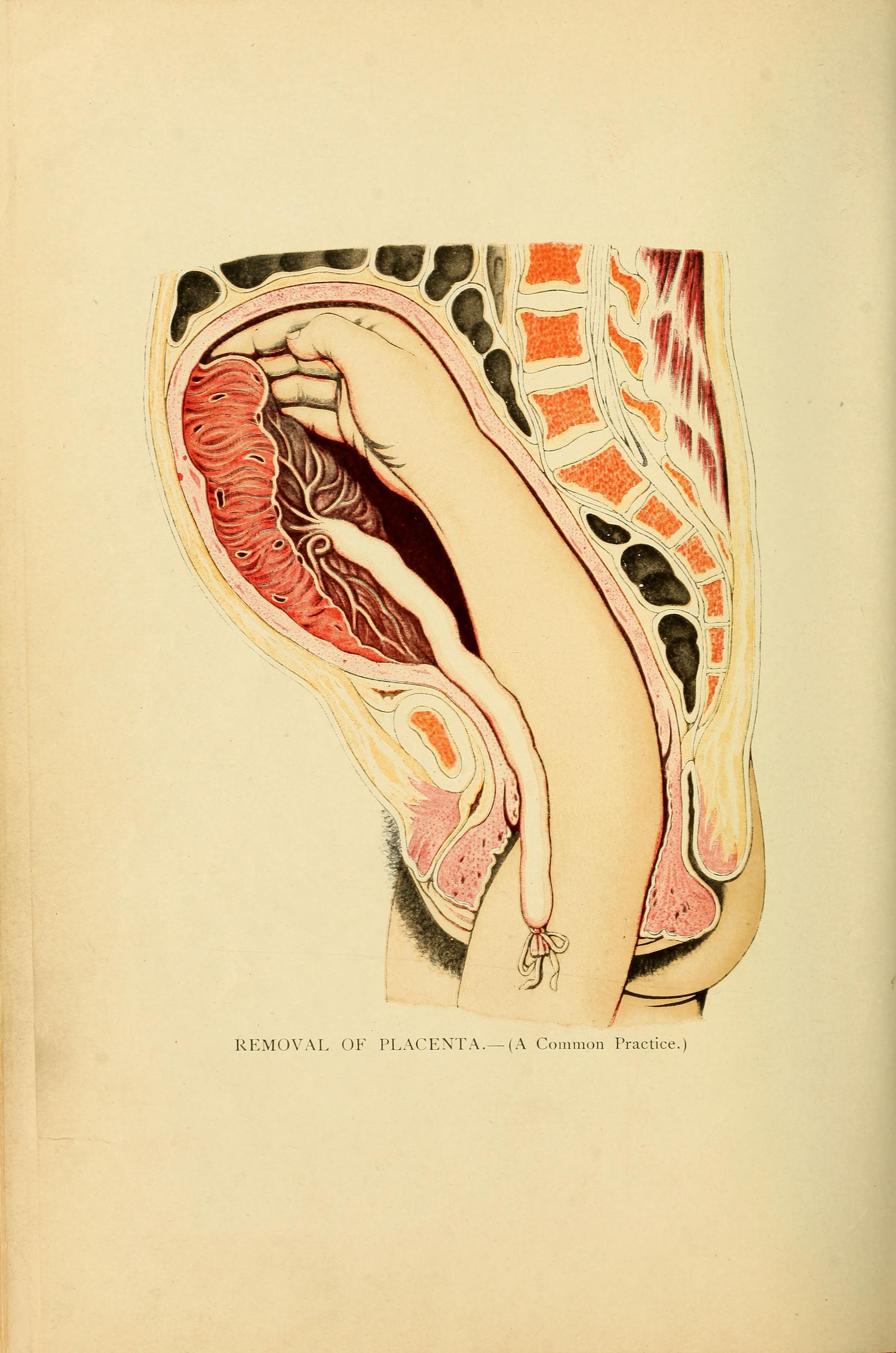
Ручное отделение плаценты при задержке плаценты и плодных оболочек[англ.]
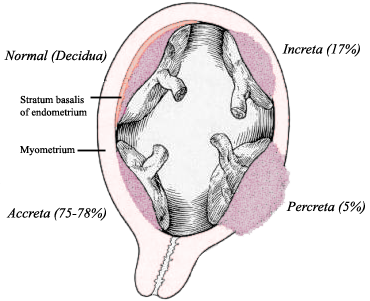
Варианты и частотность видов врастания (приращения) плаценты[англ.]
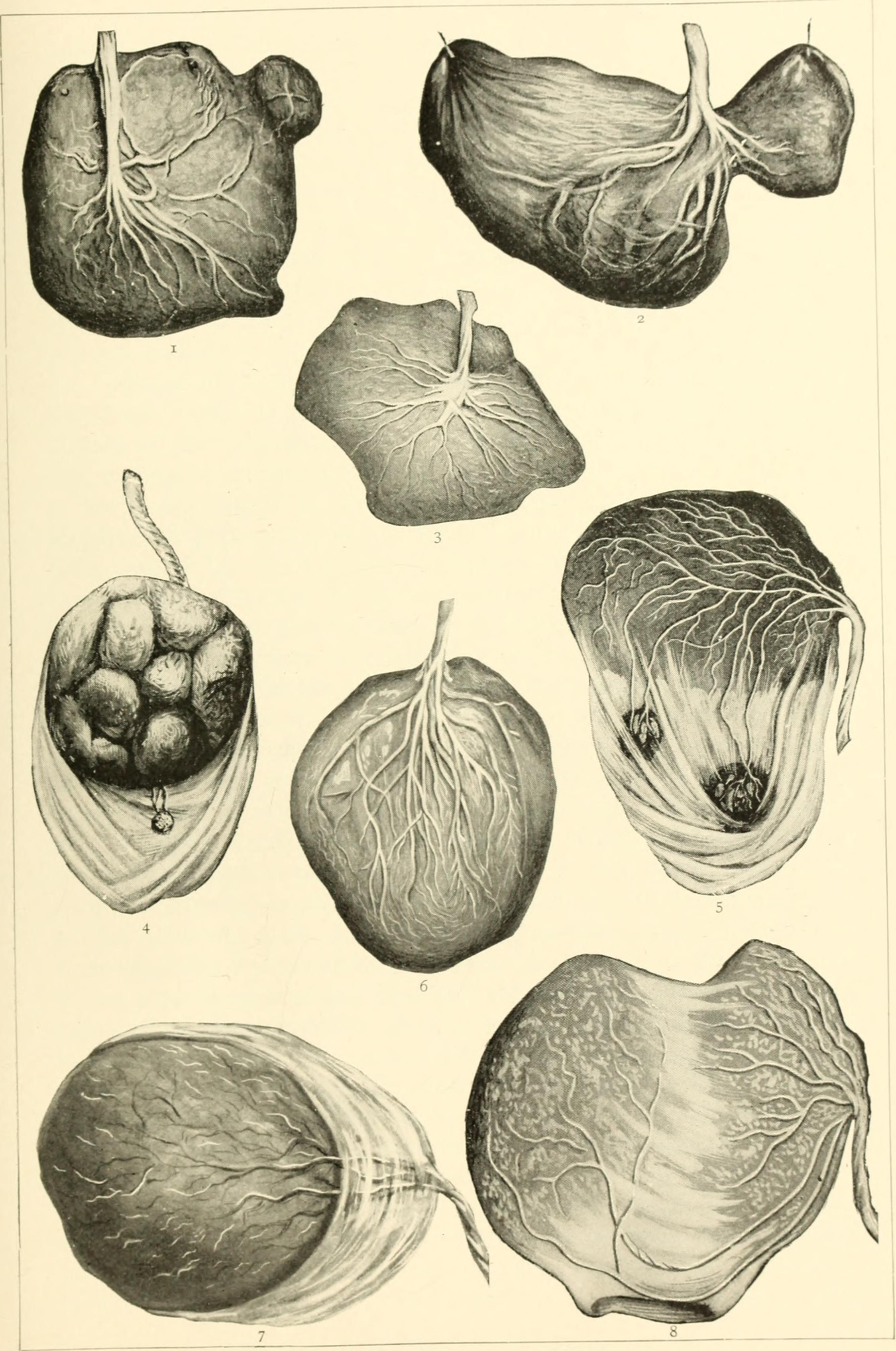
Аномалии плаценты человека, добавочные доли и т.д.

## Нарушения плацентации и расстройства беременности
Плацентарные расстройства беременности почти уникальны для человеческого вида и затрагивают около трети человеческих беременностей. Многие из этих расстройств приводят к увеличению материнской и фетальной смертности и заболеваемости и могут иметь пожизненные последствия для здоровья как матери, так и ее ребенка. Кинетика роста плаценты и плода тесно взаимосвязаны и являются важными характеристиками, прогнозирующими постнатальное здоровье. Рост плода зависит от доступности питательных веществ, которая, в свою очередь, связана с питанием матери, кровоснабжением матки и плаценты, развитием ворсинок плаценты и способностью ворсинчатого трофобласта и фетоплацентарного кровообращения транспортировать эти питательные вещества .
Физиологическая трансформация с ремоделированием маточно-плацентарных спиральных артерий является ключом к успешной плацентации и нормальной плацентарной функции. Это сложный процесс, который включает, но не ограничивается сложными взаимодействиями между материнскими децидуальными иммунными клетками и инвазивными трофобластами в стенке матки. При нормальной беременности гладкомышечные клетки артериальной оболочки маточно-плацентарных спиральных артерий заменяются вторгающимися трофобластами и фибриноидом, а диаметр артерий увеличивается в 5-10 раз .  Плохое ремоделирование маточно-плацентарных спиральных артерий связано с ранним началом преэклампсии и несколькими другими основными акушерскими синдромами, включая задержку роста плода, отслойку плаценты и спонтанный преждевременный разрыв плодных оболочек .
Ограничение роста плода, связанное с плацентой, возникает в первую очередь из-за недостаточного ремоделирования спиральных артерий матки, снабжающих плаценту на ранних сроках беременности . Возникающая в результате мальперфузия вызывает клеточный стресс в тканях плаценты, что приводит к избирательному подавлению синтеза белка и снижению пролиферации клеток. В более тяжелых случаях эти эффекты усугубляются увеличением инфаркта и отложением фибрина. Следовательно, происходит уменьшение объема ворсинок и площади поверхности для обмена между матерью и плодом. Происходит обширная дисрегуляция импринтированной и неимпринтированной экспрессии генов, что влияет на транспортную, эндокринную, метаболическую и иммунную функции. Вторичные изменения, включающие дедифференциацию гладкомышечных клеток, окружающих артерии плода в стволовых ворсинах плаценты, коррелируют с отсутствующим или обратным конечно-диастолическим кровотоком в пупочной артерии и со снижением веса при рождении. Многие морфологические изменения, в основном внутриплацентарные сосудистые поражения, можно визуализировать с помощью ультразвукового или магнитно-резонансного сканирования, что позволяет отслеживать их развитие и прогрессирование in vivo. Врожденные аномалии пуповины и формы плаценты являются единственными состояниями, связанными с плацентой, которые не связаны с нарушением развития маточно-плацентарного кровообращения, и их влияние на рост плода ограничено .

## Использование плаценты человеком
Плацента, в первую очередь животных, а также абортная, используются человечеством для получения некоторых веществ и продуктов, в частности, при производстве некоторых медикаментов, косметических средств и т. д.
Так, послед, в частности и плацента, могут использоваться в фармакологии для получения плацентарных препаратов, в трансфузиологии для заготовки пуповинной крови, в микробиологии для приготовления питательных сред, в цитологии и трансплантологии для получения стволовых клеток.

## Плацента в культуре

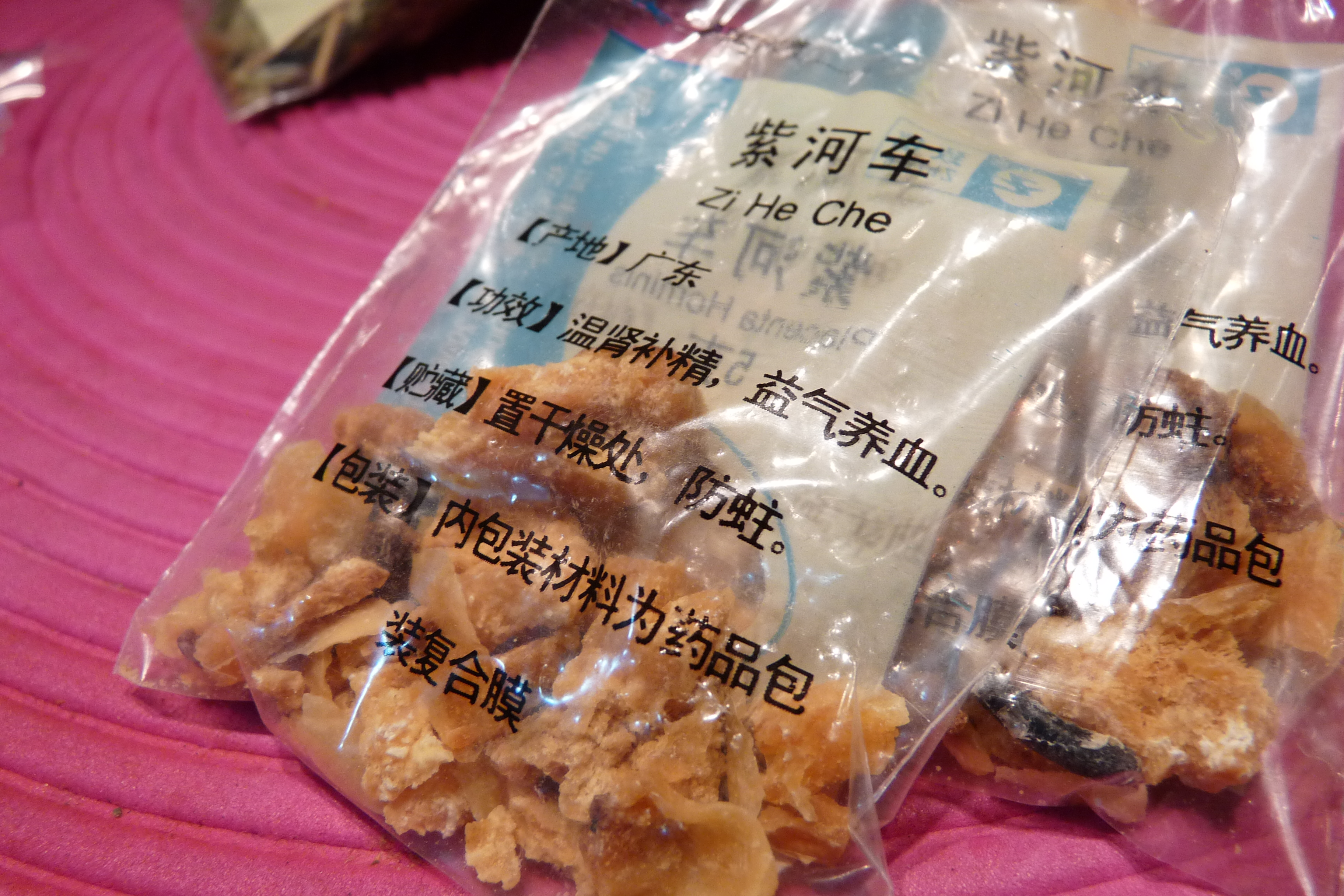
紫河车 (цзыхэ че) — высушенная человеческая плацента, одно из средств, применяемых в китайской народной медицине

У разных народов существовал ряд поверий и обрядов связанных с плацентой. Так, на Руси существовал обычай по закапыванию плаценты под деревом после рождения ребёнка. Плацента используется в народной медицине, в частности, в китайской, японской и в современной нетрадиционной медицине в других странах в виде БАД или увлечений (к примеру плацентофагии), зачастую с научно недоказанной эффективностью и как метод шарлатанства. Употребление в пищу человеческой плаценты в ряде стран законодательно запрещено, а в некоторых — даже приравнено к каннибализму.

## Дополнительные изображения

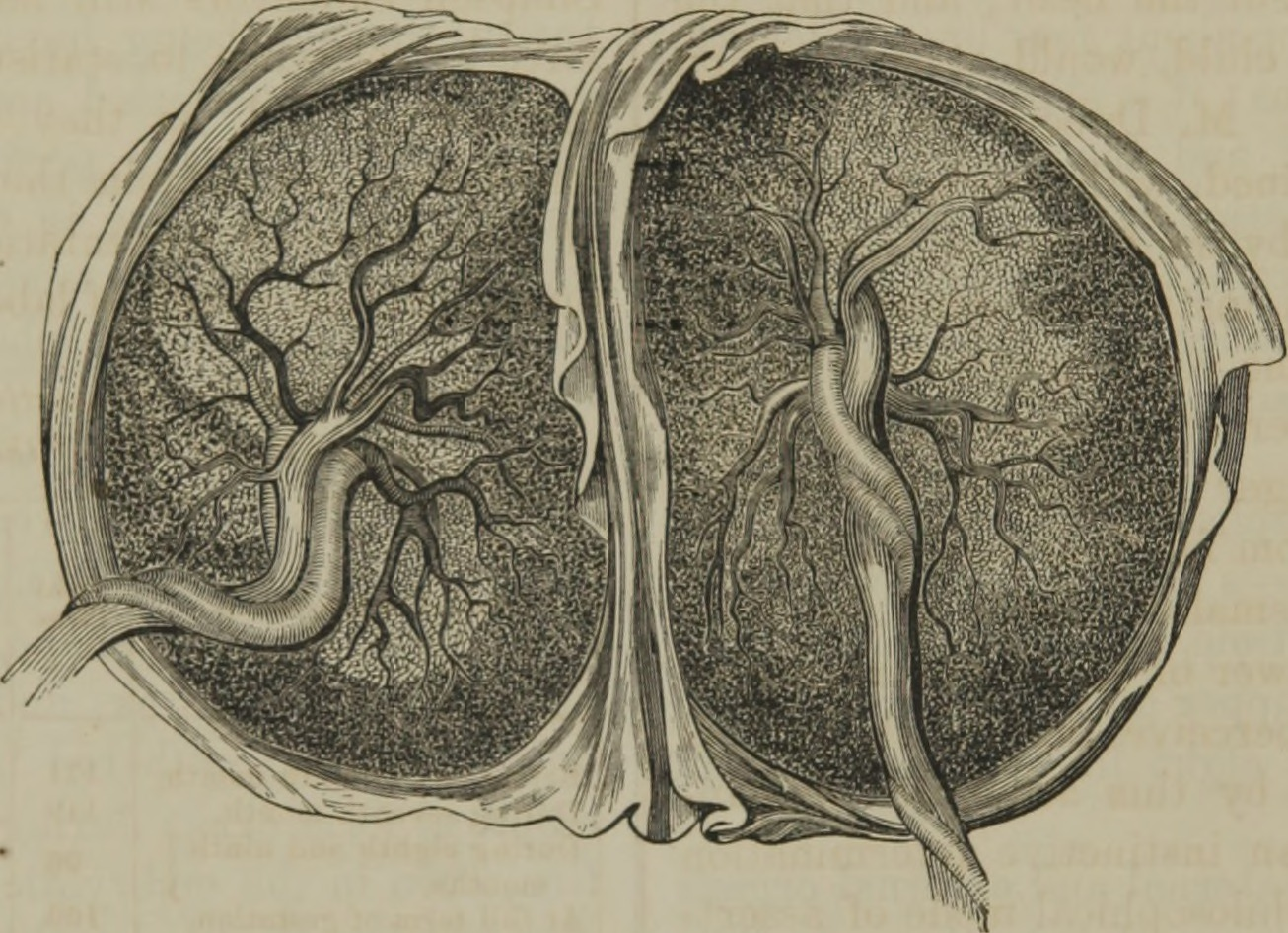
Плацента человека при двойне
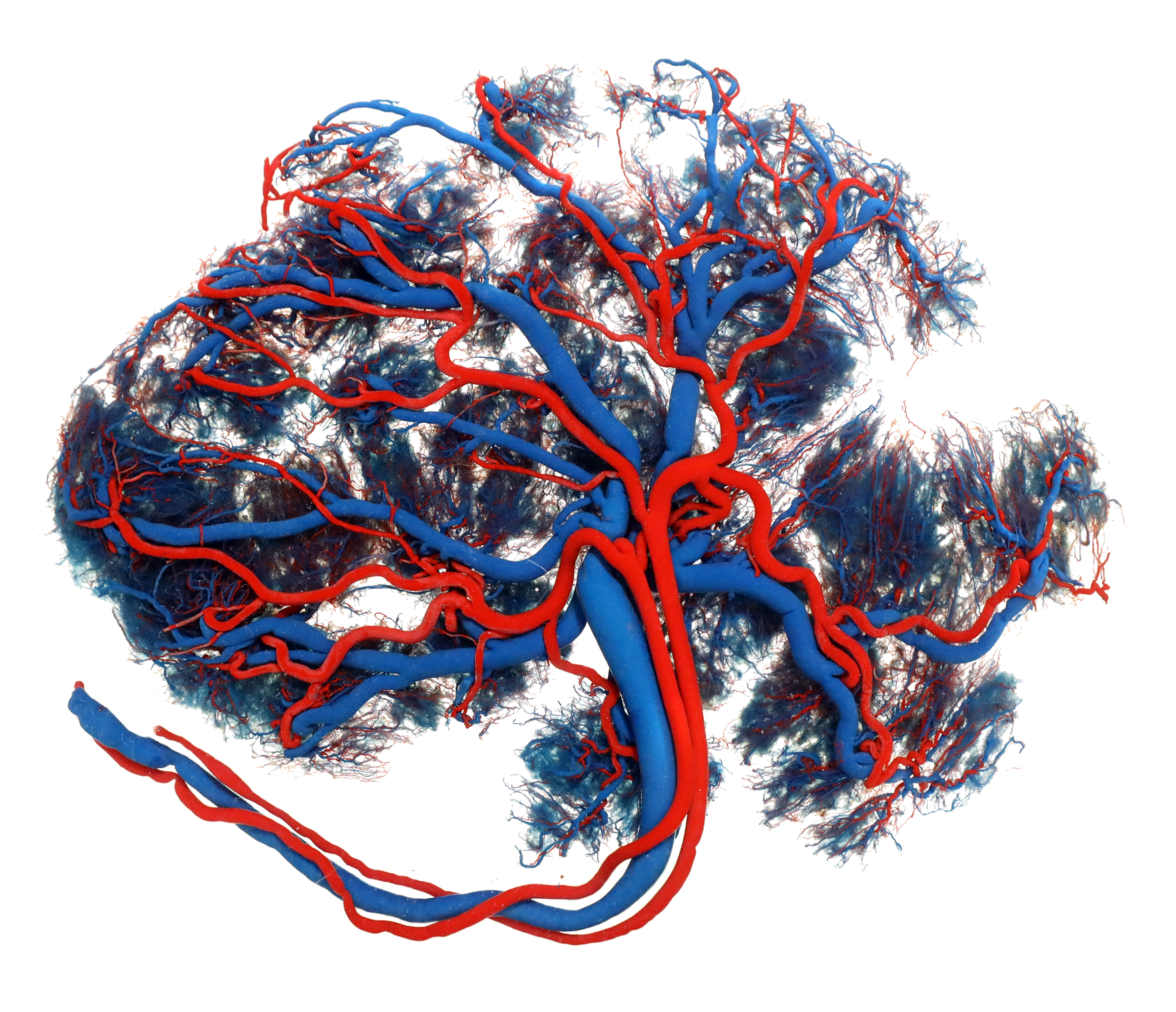
Пластинат кровеносных сосудов плода: пупочного канатика и плацентарной части, мягкие ткани удалены
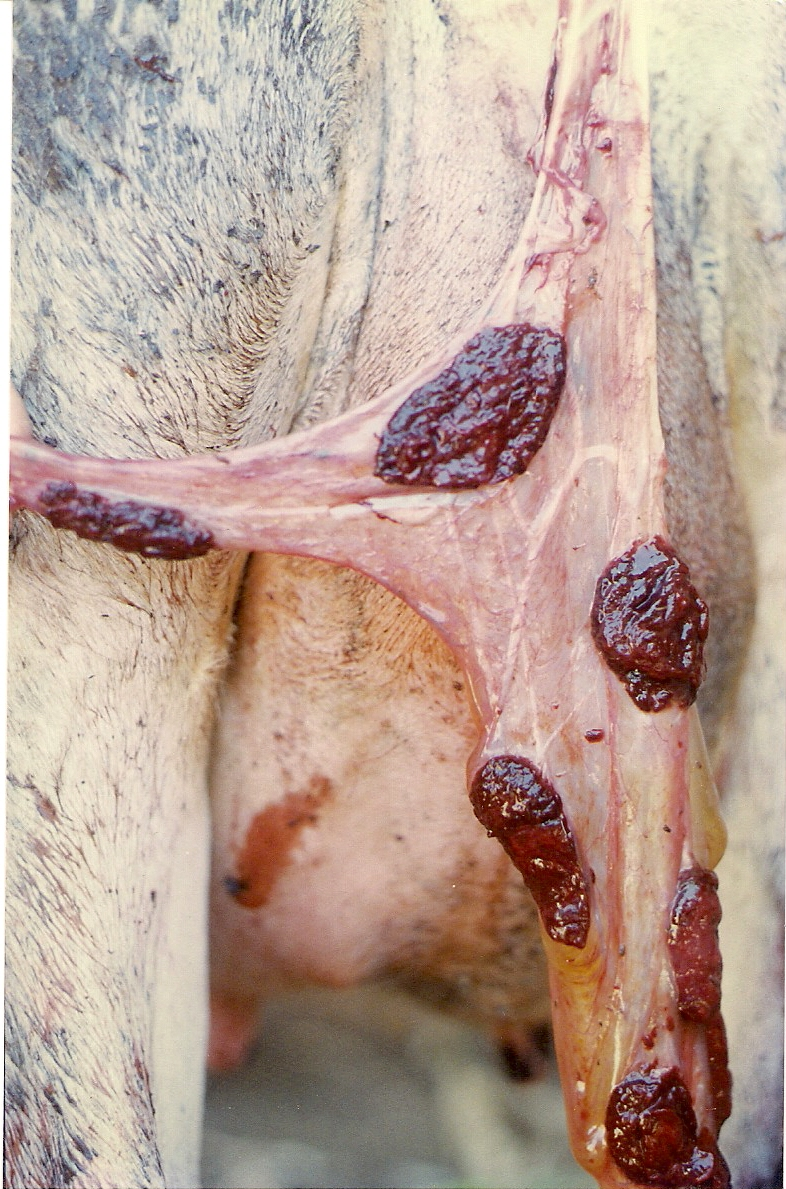
Послед и плацента отелившейся коровы
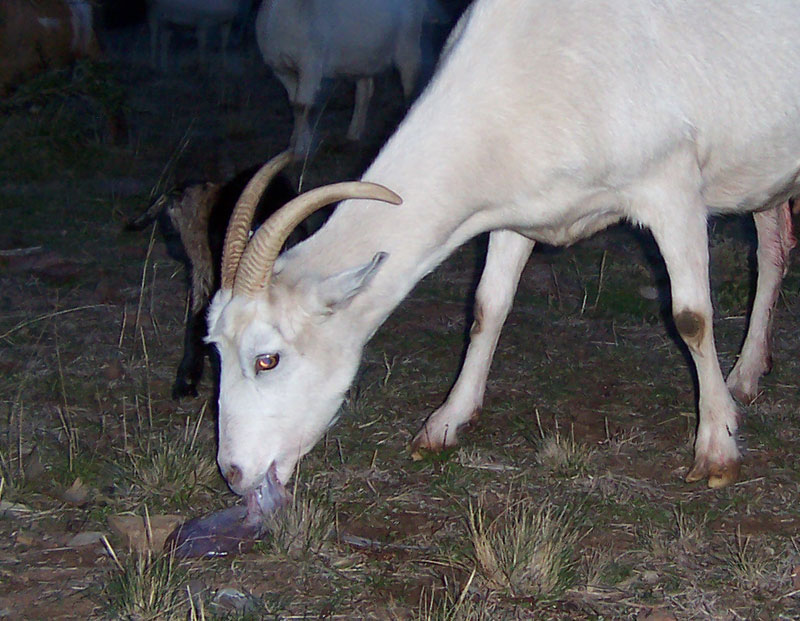
Съедание козой плаценты
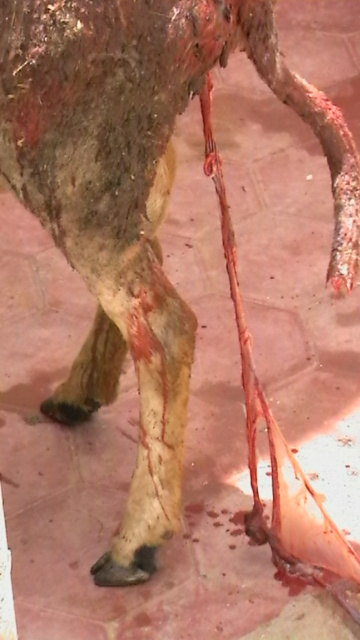
Выход последа у окотившейся овцы
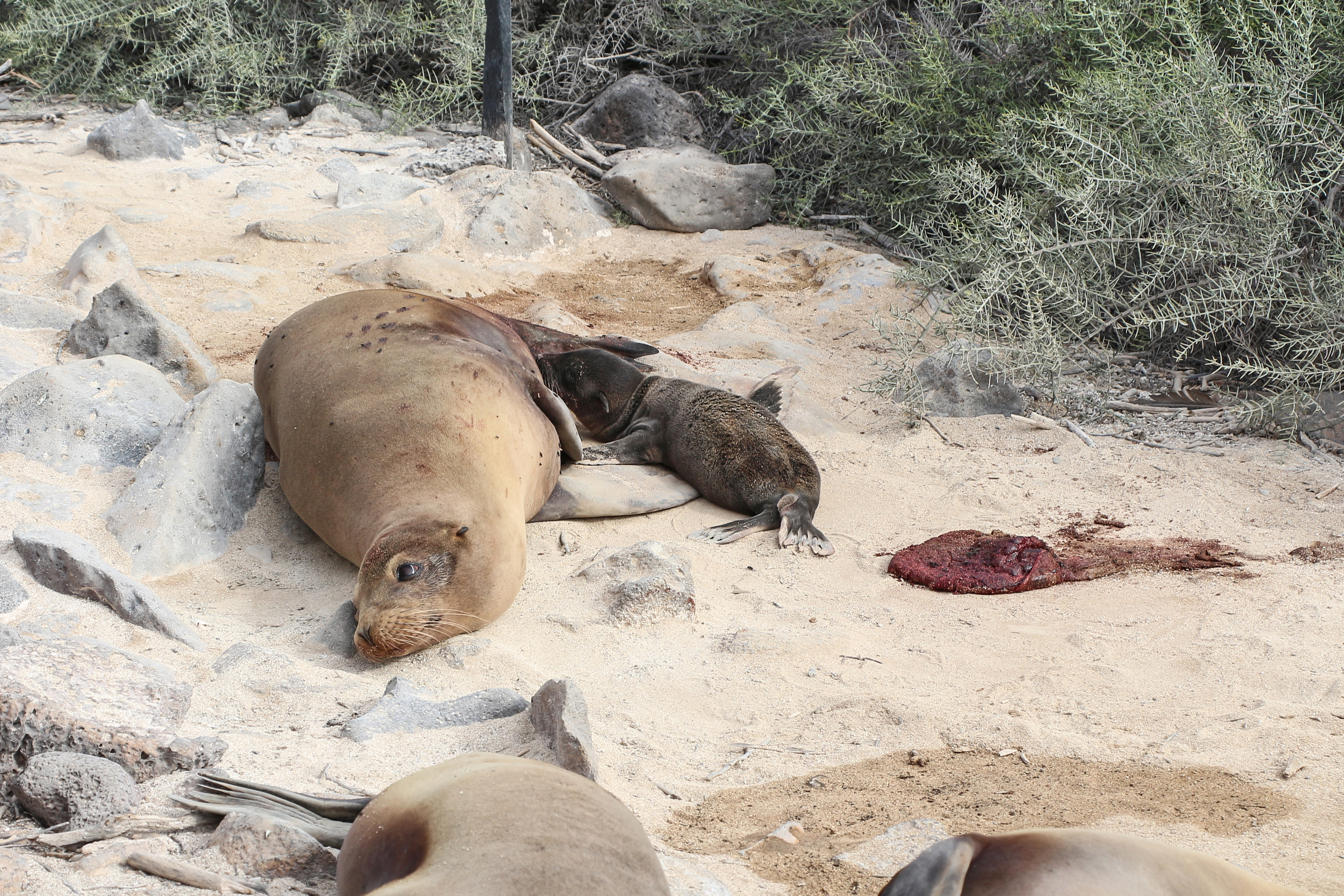
Справа от кормящегося новорождённого львёнка послед галапагосской морской львицы